# Ди.Лог. Дистрибутион Лођистикс (Бари)
Ди. Лог. Дизтрибутион Лођизтикз (итал. Di.Log. Distribution Logistics) је насеље у Италији у округу Бари, региону Апулија.
Према процени из 2011. у насељу је живело 7 становника. Насеље се налази на надморској висини од 85 м.